# Sicydium salvini
Sicydium salvini är en fiskart som beskrevs av William Robert Ogilvie-Grant, 1884. Sicydium salvini ingår i släktet Sicydium och familjen smörbultsfiskar. Inga underarter finns listade i Catalogue of Life.